# Чемпионат Европы по волейболу среди девушек 1999
3-й Чемпионат Европы по волейболу среди девушек (финальный турнир) проходил с 30 марта по 4 апреля 1999 года в двух городах Польши (Гданьске и Вейхерове) с участием 8 сборных команд, составленных из игроков не старше 18 лет. Чемпионский титул выиграла юниорская сборная Польши.

## Команды-участницы
Польша — команда страны-организатора;
Россия — по итогам чемпионата Европы среди девушек 1997;
Бельгия, Германия, Италия, Латвия, Нидерланды, Чехия — по результатам квалификации.

## Квалификация
Квалификация (отборочный турнир) чемпионата прошла в январе 1999 года. Были разыграны 6 путёвок в финальный турнир европейского первенства. От квалификации освобождены Польша (команда страны-организатора) и Россия (по итогам предыдущего чемпионата Европы). 
По результатам отборочного турнира путёвки в финальную стадию чемпионата выиграли Бельгия, Германия, Италия, Латвия, Нидерланды, Чехия.

## Система розыгрыша
Соревнования состояли из предварительного этапа и плей-офф. На предварительной стадии 8 команд-участниц были разбиты на 2 группы, в которых играли в один круг. По две лучшие команды из групп вышли в полуфинал плей-офф и далее по системе с выбыванием определили призёров чемпионата. Итоговые 5—8-е места по такой же системе разыграли команды, занявшие в группах предварительного этапа 3—4-е места.

## Предварительный этап
|  | Прошедшие в плей-офф за 1—4 места |

### Группа 1
Вейхерово
| М | Команда    | 1   | 2   | 3   | 4   | И | В | П | С/П | О |
| - | ---------- | --- | --- | --- | --- | - | - | - | --- | - |
| 1 | Россия     |     | 3:1 | 3:1 | 3:1 | 3 | 3 | 0 | 9:3 | 6 |
| 2 | Нидерланды | 1:3 |     | 3:1 | 3:0 | 3 | 2 | 1 | 7:4 | 5 |
| 3 | Бельгия    | 1:3 | 1:3 |     | 3:1 | 3 | 1 | 2 | 5:7 | 4 |
| 4 | Латвия     | 1:3 | 0:3 | 1:3 |     | 3 | 0 | 3 | 2:9 | 3 |

30 марта
Нидерланды — Бельгия 3:1 (25:18, 17:25, 25:16, 26:24); Россия — Латвия 3:1 (25:17, 21:25, 25:22, 25:19).
31 марта
Россия — Бельгия 3:1 (19:25, 25:15, 25:23, 25:14); Нидерланды — Латвия 3:0 (25:17, 25:17, 25:16).
1 апреля
Бельгия — Латвия 3:1 (25:21, 20:25, 27:25, 25:21); Россия — Нидерланды 3:1 (21:25, 25:22, 25:17, 25:10).

### Группа 2
Гданьск
| М | Команда  | 1   | 2   | 3   | 4   | И | В | П | С/П | О |
| - | -------- | --- | --- | --- | --- | - | - | - | --- | - |
| 1 | Италия   |     | 3:2 | 3:2 | 3:0 | 3 | 3 | 0 | 9:4 | 6 |
| 2 | Польша   | 2:3 |     | 3:0 | 2:3 | 3 | 1 | 2 | 7:6 | 4 |
| 3 | Германия | 2:3 | 0:3 |     | 3:2 | 3 | 1 | 2 | 5:8 | 4 |
| 4 | Чехия    | 0:3 | 3:2 | 2:3 |     | 3 | 1 | 2 | 5:8 | 4 |

30 марта
Италия — Германия 3:2 (24:26, 24:26, 25:22, 25:20, 15:11); Чехия — Польша 3:2 (13:25, 22:25, 25:18, 25:16, 15:12).
31 марта
Польша — Германия 3:0 (25:17, 25:20, 25:19); Италия — Чехия 3:0 (25:20, 25:23, 25:17).
1 апреля
Германия — Чехия 3:2 (17:25, 25:27, 25:22, 25:12, 15:12); Италия — Польша 3:2 (25:21, 25:20, 17:25, 19:25, 15:11).

## Плей-офф
Гданьск

### Полуфинал за 5—8-е места
3 апреля
Бельгия — Чехия 3:2 (33:31, 12:25, 20:25, 25:17, 15:11).
Германия — Латвия 3:1 (25:10, 25:10, 24:26, 25:23).

### Полуфинал за 1—4-е места
3 апреля
Польша — Россия 3:2 (21:25, 17:25, 25:17, 25:22, 15:9).
Нидерланды — Италия 3:1 (25:21, 20:25, 25:18, 25:23).

### Матч за 7-е место
4 апреля
Чехия — Латвия 3:0 (25:23, 25:14, 25:23).

### Матч за 5-е место
4 апреля
Бельгия — Германия 3:2 (15:25, 19:25, 25:17, 26:24, 17:15).

### Матч за 3-е место
4 апреля
Россия — Италия 3:1 (25:19, 26:24, 20:25, 25:17).

### Финал
4 апреля
Польша — Нидерланды 3:0 (25:20, 25:19, 25:12).

## Итоги

### Положение команд
| Место | Команда    |
| ----- | ---------- |
| 1     | Польша     |
| 2     | Нидерланды |
| 3     | Россия     |
| 4     | Италия     |
| 5     | Бельгия    |
| 6     | Германия   |
| 7     | Чехия      |
| 8     | Латвия     |

Польша, Нидерланды, Россия, Италия, Бельгия квалифицировались на чемпионат мира среди девушек 1999.

### Призёры
Польша.
  Нидерланды. 
  Россия: Анна Андронова, Ольга Григорьева, Наталья Караулова, Наталья Куликова, Александра Ларина, Наталья Никифорова, Анна Попова, Александра Пролубникова, Анна Симонова, Ольга Фатева, Зоя Филиппова, Анастасия Ярцева. Главный тренер — Валерий Юрьев. 

### MVP
- Самый ценный игрок (MVP):  Мариоля Барбаховская